# Carolina van Nassau-Saarbrücken
Carolina van Nassau-Saarbrücken (Saarbrücken, 12 augustus 1704 — Darmstadt, 25 maart 1774) was regentes van Palts-Zweibrücken. Ze stamt uit het Huis Nassau-Saarbrücken.

## Biografie
Carolina was de vierde dochter van graaf Lodewijk Crato van Nassau-Saarbrücken en Philippine Henriëtte van Hohenlohe-Langenburg, dochter van graaf Hendrik Frederik van Hohenlohe-Langenburg en Juliana Dorothea van Castell-Castell. Ze groeide op in Saarbrücken. Op vijftienjarige leeftijd huwde ze met haar 29 jaar oudere peetoom.

### Huwelijk en kinderen
Carolina huwde te Slot Lorentzen op 21 september 1719 met hertog Christiaan III van Palts-Zweibrücken (Straatsburg, 7 november 1674 – Zweibrücken, 3 februari 1735).

Uit dit huwelijk werden de volgende kinderen geboren:
1. Carolina Henriëtte Christina (Straatsburg, 9 maart 1721 – Darmstadt, 30 maart 1774), huwde te Zweibrücken op 12 augustus 1741 met landgraaf Lodewijk IX van Hessen-Darmstadt (Darmstadt, 15 december 1719 – Pirmasens, 6 april 1790).
2. Christiaan (Bischweiler, 6 september 1722 – Jachtslot Petersheim bij Zweibrücken, 5 november 1775), volgde zijn vader op.
3. Frederik Michael (Rappoltsweiler, 27 februari 1724 – Schwetzingen, 15 augustus 1767), paltsgraaf van Birkenfeld.
4. Christiane Henriëtte (Rappoltsweiler, 16 november 1725 – Arolsen, 11 februari 1816), huwde te Zweibrücken op 19 augustus 1741 met vorst Karel August Frederik van Waldeck-Pyrmont (Hanau, 24 september 1704 – Arolsen, 29 augustus 1763).

### Regentes van Palts-Zweibrücken
In februari 1735 werd de 30-jarige Carolina weduwe. De voogdij voor hun minderjarige kinderen werd Carolina door keizer Karel VI overgedragen. Koning Lodewijk XV van Frankrijk bevestigde de hertogin ook in alle heerlijke rechten in hun bezittingen in de Elzas, die onder Franse soevereiniteit stonden. De familie had goede contacten met het Franse hof in Versailles en verschillende vertegenwoordigers van de linie Birkenfeld-Bischweiler dienden in het Franse leger.
In haar regeerperiode werd Carolina door een geheime kabinetsraad ondersteund. Leidende politici van dit gremium waren geheimraad Heinrich Wilhelm von Wrede en geheimraad Ludwig de Savigny. Onder het bewind van Carolina werden talrijke rechtszaken met familieleden van de linie Gelnhausen en met de baronnen van Schnorrenburg bijgelegd. Het grootste probleem van de regering waren de staatsfinanciën, die door de kosten van de hofhouding en de financiering van nieuwe gebouwen van hertog Gustaaf Samuel Leopold in het ongerede waren geraakt. 
Tijdens de Poolse Successieoorlog had het gebied van Carolina te lijden onder de doortochten van Franse en keizerlijke troepen die foerage en kwartieren verlangden. Zo moest Carolina's regering in de jaren 1734-1736 voor een bedrag van 697.937 gulden kosten maken. De financiële situatie werd zo precair dat Carolina een petitie indiende bij de Rijksdag en meldde dat ze geen Rijks- en Kreisbelasting meer kon betalen en om betalingsuitstel verzocht totdat de financiële situatie op haar grondgebied hersteld was.
Alles bijeen kon Carolina binnen haar vijfjarige regeerperiode, die eindigde toen haar zoon Christiaan IV in 1740 de regering in Zweibrücken aanvaardde, slechts een deel van de geaccumuleerde schulden van het land afbetalen. Na de regeringsaanvaarding van haar zoon regeerde Carolina onofficieel nog vijf jaar mee.

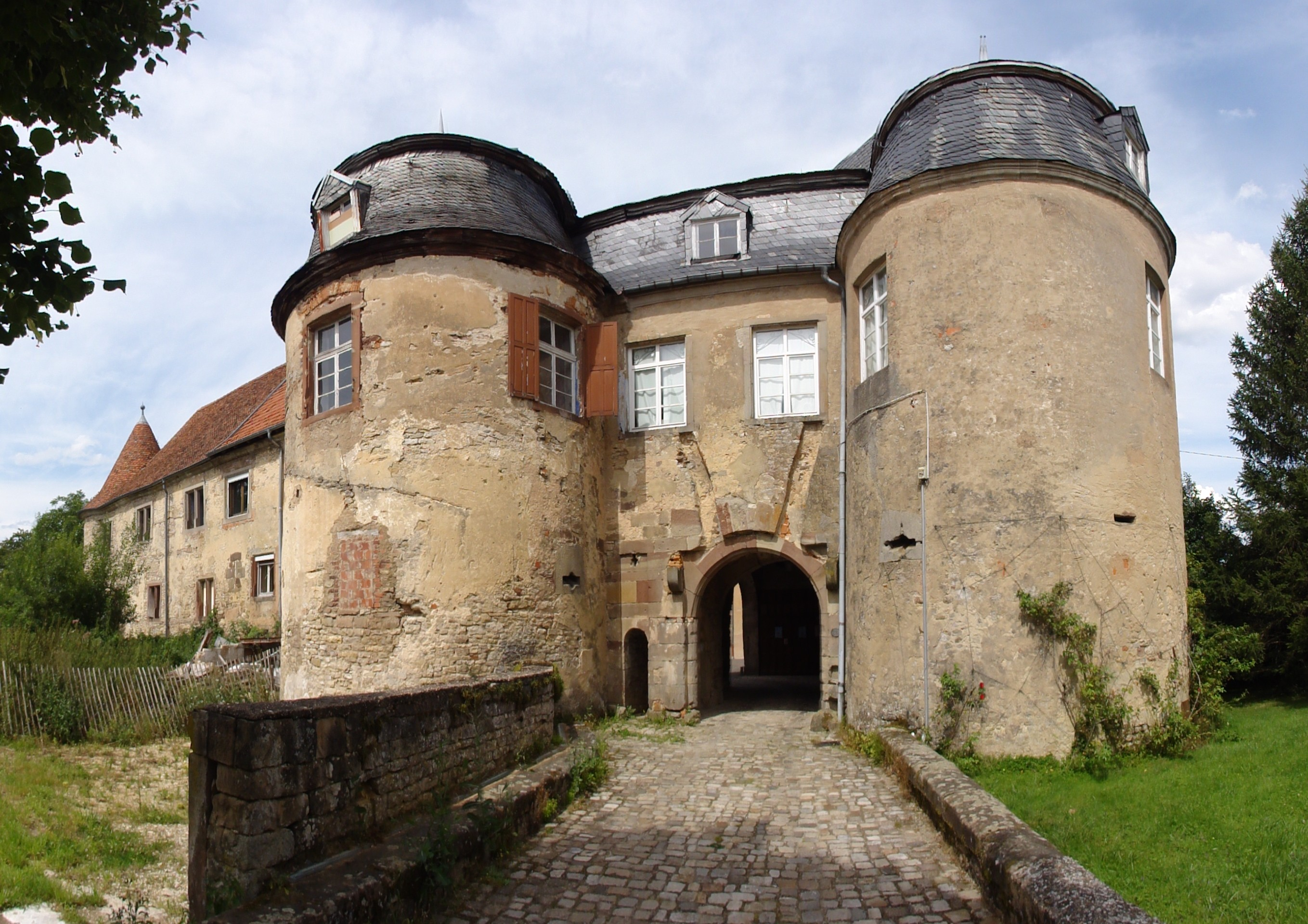
Slot Lorentzen

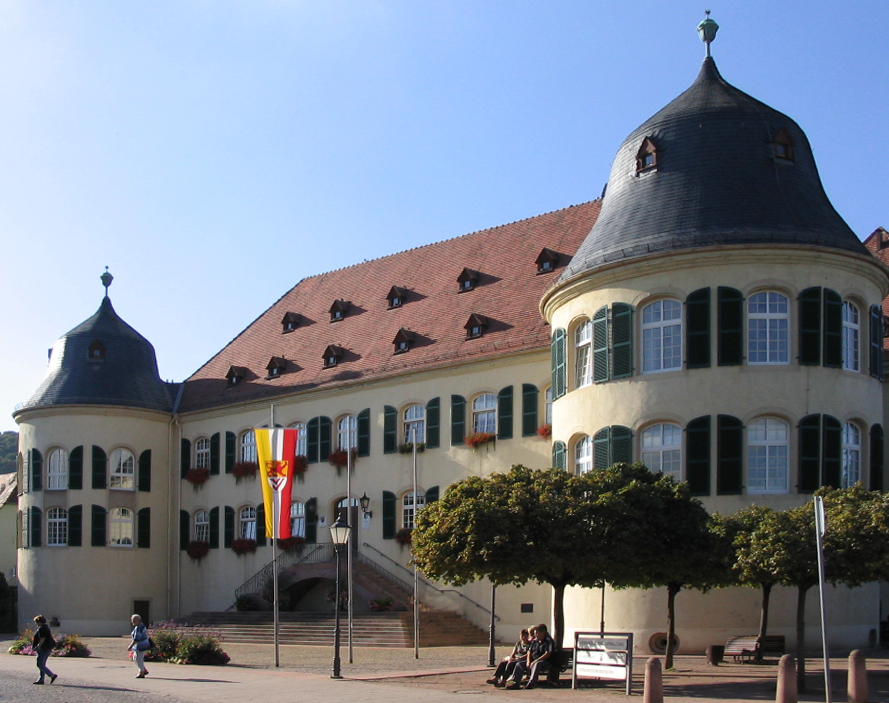
Slot Bergzabern

### Na haar regentschap
Carolina woonde samen met haar ongehuwde oudere zuster Henriëtte (1702-1769). Hun moeder Philippine Henriëtte van Hohenlohe was sinds 1713 weduwe en woonde in Slot Lorentzen in het graafschap Saarwerden. Sinds 1719 woonde Philippine Henriette grotendeels bij haar twee dochters Henriëtte en Carolina in Rappoltsweiler. Nadat Carolina's echtgenoot de heerschappij in Palts-Zweibrücken had overgenomen, verhuisde het gezin in 1734 naar Zweibrücken. In 1744 betrokken de drie vrouwen Slot Bergzabern, Carolina's weduwengoed. Slot Bergzabern werd na de verwoestingen tijdens de Hollandse Oorlog in 1676, in de jaren 1720 tot 1725 gerestaureerd. Geheimraad von Wrede probeerde de kosten van Carolina's hofhouding in Slot Bergzabern te reduceren, wat Carolina immens ergerde. Ze bewoog vervolgens haar regerende zoon Christiaan IV om het weduwengoed Bergzabern in de bestaande omvang financieel te onderhouden, zoals ten tijde van haar huwelijkssluiting met Christiaan III in 1719 bij verdrag overeengekomen was. Sinds deze affaire gold de relatie tussen Carolina en geheimraad von Wrede als ontwricht.
Carolina's hof in Slot Bergzabern was grotendeels luthers. Carolina was in haar vaderland Saarbrücken luthers opgegroeid en wilde alleen mensen van deze religie in haar omgeving hebben, hoewel sinds 1719 het principe van godsdienstvrijheid in Palts-Zweibrücken gold. Haar hofpredikant, die haar adviseerde over kerkrechtelijke en religieus-politieke aangelegenheden, was ook strikt luthers. Carolina ondersteunde vooral de lutherse gemeente in Bergzabern en financierde een groot deel van de bouwkosten van de Bergkerk in Bergzabern. Hier werd Carolina's moeder in 1751 in de vorstelijke crypte begraven. Ook Carolina's zuster Henriëtte werd hier in 1769 begraven. Carolina onderhield in Slot Bergzabern een armenspijziging en richtte in haar testament een armenstichting op, die "echte armen van de protestantse religie" ten goede zou moeten komen.
Ondanks haar strikte lutherse oriëntatie kon Carolina niet verhinderen dat haar zoon Frederik ter gelegenheid van zijn huwelijk met Maria Francisca Dorothea Christina van Palts-Sulzbach, de dochter van paltsgraaf Joseph Karel van Palts-Sulzbach, op 27 november 1746 de katholieke religie van zijn bruid aannam. Frederik kreeg bij zijn vormsel door paus Benedictus XIV in 1751 de bijnaam "Michael", de naam van de Aartsengel Michaël, die men sinds de tijd van de Contrareformatie als hemels helper van de Katholieke Kerk tegen het protestantisme aanbad.
Carolina was ook geschokt door de geloofsovergang van haar zoon Christiaan aan het hof van Versailles, die, in de hoop dat Frankrijk de aanspraken op Keur-Palts en Keur-Beieren zou accepteren, ondernomen werd. Het geschil over de katholieke religie nam grote proporties aan en was het onderwerp van meerdere pamfletten. Carolina's zuster Henriëtte was in staat om Carolina te verzoenen met het gedrag van haar zoon Christiaan. Carolina billijkte echter het morganatisch huwelijk van Christiaan met Marianne Camasse gravin van Forbach, een voormalig danseres, niet.
Na de vroege dood van haar zoon Frederik Michael in 1767 bekommerde Carolina zich om diens kinderen. Carolina nam haar kleindochter Marianne (1753-1824) op in Bergzabern. Haar kleinzoon Max Jozef, die opgroeide in Schwetzingen en later de eerste koning van Beieren werd, bracht zijn vakanties door bij zijn grootmoeder Carolina in Bergzabern.
Carolina's omvangrijke correspondentie, vooral met haar dochters, die ze vaak bezocht, maar ook met binnen- en buitenlandse hoogwaardigheidsbekleders uit haar tijd, wordt bewaard in het Bayerisches Hauptstaatsarchiv te München.

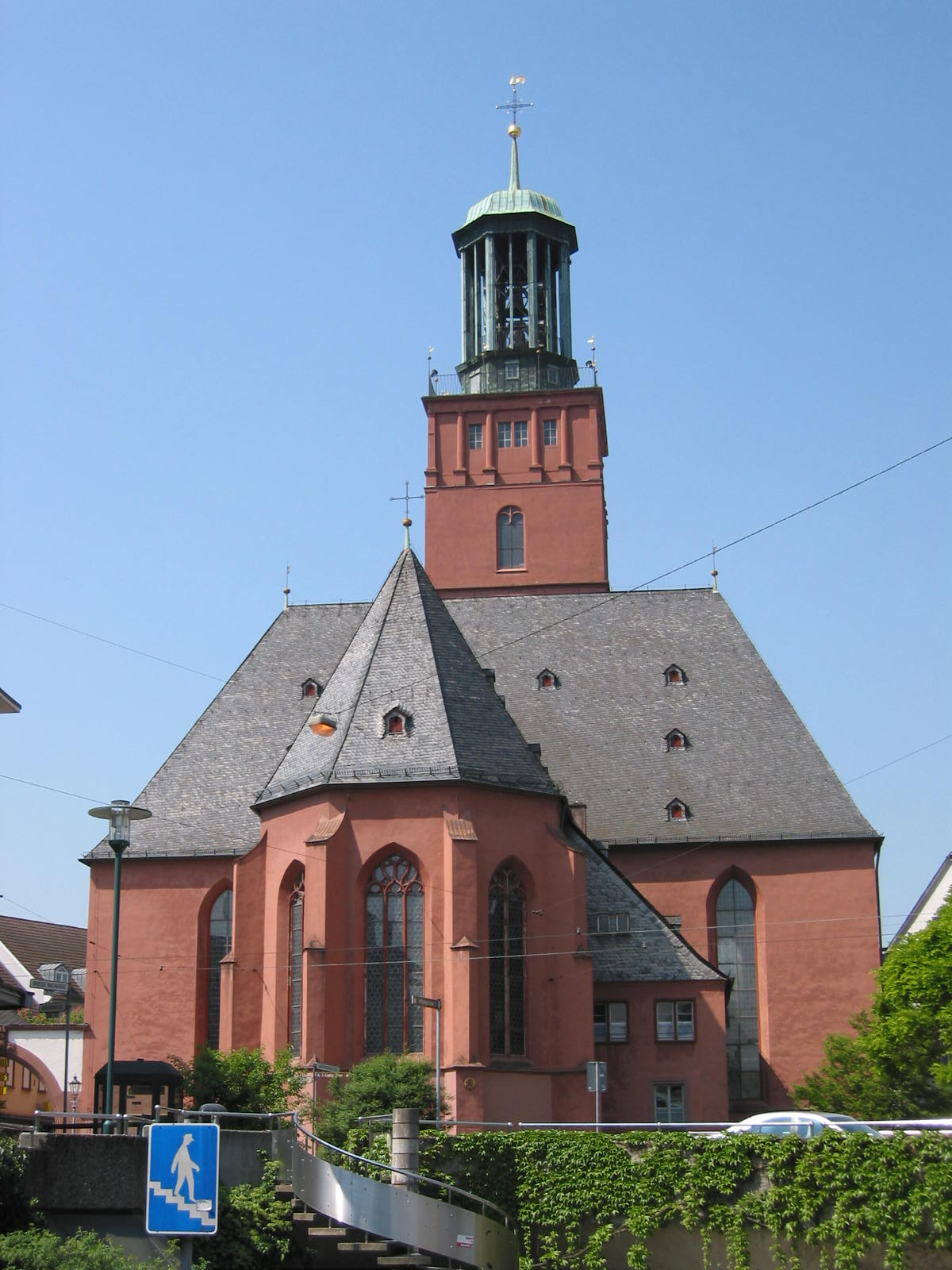
Stadskerk te Darmstadt

### Overlijden en begrafenis
In maart 1774 ging Carolina naar Darmstadt om haar zieke dochter te bezoeken. Daar overleed Carolina op 25 maart 1774 op 69-jarige leeftijd. Slechts vijf dagen later overleed ook haar dochter. Conform Carolina's wens, ze had op 47-jarige leeftijd reeds een begrafenis in de plaats van haar overlijden vastgelegd, werd Carolina zonder prachtige begrafenisceremonie in Darmstadt begraven. Haar graf bevindt zich in de Stadskerk te Darmstadt.
In haar testament had Carolina, met toestemming van haar zoons, haar dochters of hun nakomelingen, als erfgenamen aangewezen. De protestantse armen van Bergzabern vermaakte ze 2000 gulden. De kleindochters van Carolina, Maria Amalia van Baden en Carolina Louise van Saksen-Weimar-Eisenach ontwierpen de inscriptie op haar grafplaat: Hier ruht / im Schlaf der Unsterblichkeit / der Leichnam / der Durchlauchtigsten Fürstin und Frau / Carolinen / Ihr Leben war ein hellscheinendes Licht, / Ihr Bild der Abdruck Ihres menschenfreundlichen Herzens, / Ihre ganze Seele Sanftmut, Ihr Geist voll Wahrheit und Religion. / Ihr Andenken ist Segen vor (sic!) die, so Ihrem himmlischen Beispiel folgen. (Hier rust / in de slaap van onsterfelijkheid / het lichaam / van de doorluchtigste vorstin en vrouw / Carolina / Haar leven was een fel licht, / haar beeld de afdruk van haar mensvriendelijk hart, / haar hele ziel zachtheid, haar geest vol waarheid en religie. / Haar nagedachtenis is een zegen voor diegenen die haar hemelse voorbeeld volgen).
- Gemeinsame Normdatei: 100636160
- Système universitaire de documentation: 198499833
- Virtual International Authority File: 29881330
- WorldCat: E39PBJgxqmcRdpxYQTf6gK9Yyd